# مسابقات جام قهرمانی ایران
مسابقات جام قهرمانی ایران یک دوره مسابقات ورزشی بود که در رشته‌های مختلف از جمله فوتبال برگزار می‌شد. نخستین دوره این مسابقات در ۱۳۱۸ و همزمان با افتتاح ورزشگاه امجدیه برگزار شد. این مسابقات شبیه به المپیک بودند.  رقابت‌های رشته فوتبال این مسابقات در سال ۱۳۳۶ تحت عنوان جام قهرمانی فوتبال ایران ۱۳۳۶ آغاز و سالانه در شهرهای ایران انجام می‌شد. در هر سال شهرهای متفاوتی میزبان این مسابقات بودند از جمله اصفهان در ۱۳۳۶ و ۱۳۴۱، تبریز در ۱۳۳۸، مشهد در ۱۳۴۰ و ۱۳۴۳. کرمان در ۱۳۴۶. همچنین در سال‌هایی همچون ۱۳۳۷ و ۱۳۴۵ این مسابقات برگزار نشد.

## رشته‌ها

### فوتبال
در رشته فوتبال تیم‌های باشگاهی که عنوان قهرمانی استان را از آن خود کرده بودند به عنوان نماینده استان خود در مسابقات حاضر می‌شدند همچون تاج در جام قهرمانی فوتبال ایران ۱۳۳۶ و دارایی در ۱۳۴۱. در هر دوی این سال‌ها تیم‌های باشگاهی به مقام قهرمانی رسیدند.

### دوره‌ها
سال ۱۳۳۶
نخستین تلاش‌ها برای برگزاری لیگ سراسری در ایران در دهه ۱۳۳۰ خورشیدی انجام شد. با نظر فدراسیون فوتبال ایران در شهریور ۱۳۳۶ یک دوره مسابقات کشوری بین نمایندگان استان‌ها در شهر اصفهان برگزار شد. تیم تاج تهران که در آن سال با اقتدار عنوان قهرمانی باشگاه‌های تهران را کسب کرده بود به عنوان نماینده باشگاه‌های فوتبال تهران راهی رقابتهای کشوری در اصفهان شد و طی انجام چندین رقابت و بدون شکست به فینال رقابتها رسید و در دیدار نهایی تیم کلونی تبریز (مموریال) را با نتیجه ۳–۰ مغلوب کرد و اولین قهرمان فوتبال ایران لقب گرفت.

### لیست قهرمانان
| دوره | باشگاه         | میزبان     |
| ---- | -------------- | ---------- |
| ۱۳۳۶ | تاج تهران      | اصفهان     |
| ۱۳۳۷ | برگزار نشد     | _          |
| ۱۳۳۸ | کلنی تبریز     | تبریز      |
| ۱۳۳۹ | جم آبادان      | ساری       |
| ۱۳۴۰ | آریا مشهد      | مشهد       |
| ۱۳۴۱ | دارایی تهران   | اصفهان     |
| ۱۳۴۲ | سپاهان         | تهران      |
| ۱۳۴۳ | کیان تهران     | مشهد       |
| ۱۳۴۴ | پاس تهران      | ساری       |
| ۱۳۴۵ | برگزار نشد     | _          |
| ۱۳۴۶ | پاس تهران      | کرمان      |
| ۱۳۴۷ | پاس تهران      | بندر انزلی |
| ۱۳۴۸ | پیکان ناسیونال | تهران      |